# Нижнеднепровск-Узел
Нижнеднепровск-Узел — посёлок в восточной части левого берега города Днепр; одна из крупнейших сортировочных железнодорожных станций.

## История
Поселок возник как поселение железнодорожников в связи со строительством и развитием сортировочной станции Нижнеднепровск-Узел и моста через Днепр. Станцию планировали построить ещё в 1912 годув связи со строительством Мерефо-Херсонской железной дороги, но, из-за гражданской войны строительство было приостановлено до 1927 года.
В 1929 году Наркоматом путей сообщения было принято решение построить на левом берегу Днепра, на участке Игрень — Нижнеднепровск, крупный железнодорожный узел, который бы мог соответствовать повышению грузоперевозок, которое было связано с активным развитием промышленности в Днепропетровске. Строительство началось в 1930 году, а закончилось через два года — так на месте скромного разъезда, к 1941 году появились 52 колеи и 6 парков.
25 августа 1941 года советские органы и войска оставили город Днепропетровск, оккупирован германскими войсками.,
После 25 августа 1941 года советские войска оставили правобережные районы Днепропетровска и перешли на левый берег Днепра, где заняли линию обороны. В Нижнеднепровске бои проходили до конца сентября. В этих боях отличились курсанты Днепропетровского артиллерийского училища. За мужество при обороне Днепропетровска шестнадцать воспитанников училища получили звание Героя Советского Союза.
В конце сентября 1941 года город оккупирован германскими войсками.
27 сентября 1943 года город освобождён.
Осенью 1943 года в деревянном доме в центре Нижнеднепровска располагалось оперативное отделение штаба 20-й гвардейской стрелковой дивизии.
С годами узел расширялся, и грузооборот из года в год бурно рос, в сороковые узел стал крупнейшим в стране.

На станции происходит сортировка и накопление вагонов, имеется сортировочная горка, тут расположено несколько пассажирских платформ — Нижнеднепровск-Узел, платформа 196 км, Депо Южное, Депо Северное.

С запада на восток НДУ протянулся на четыре километра.
В 2007 году в реконструкцию узла были вложены немалые средства, в порядок были приведены платформы и поставлены новые навесы. Реконструкция коснулась и путевого хозяйства, так, на переездах, появилась новая сигнализация со светодиодами.

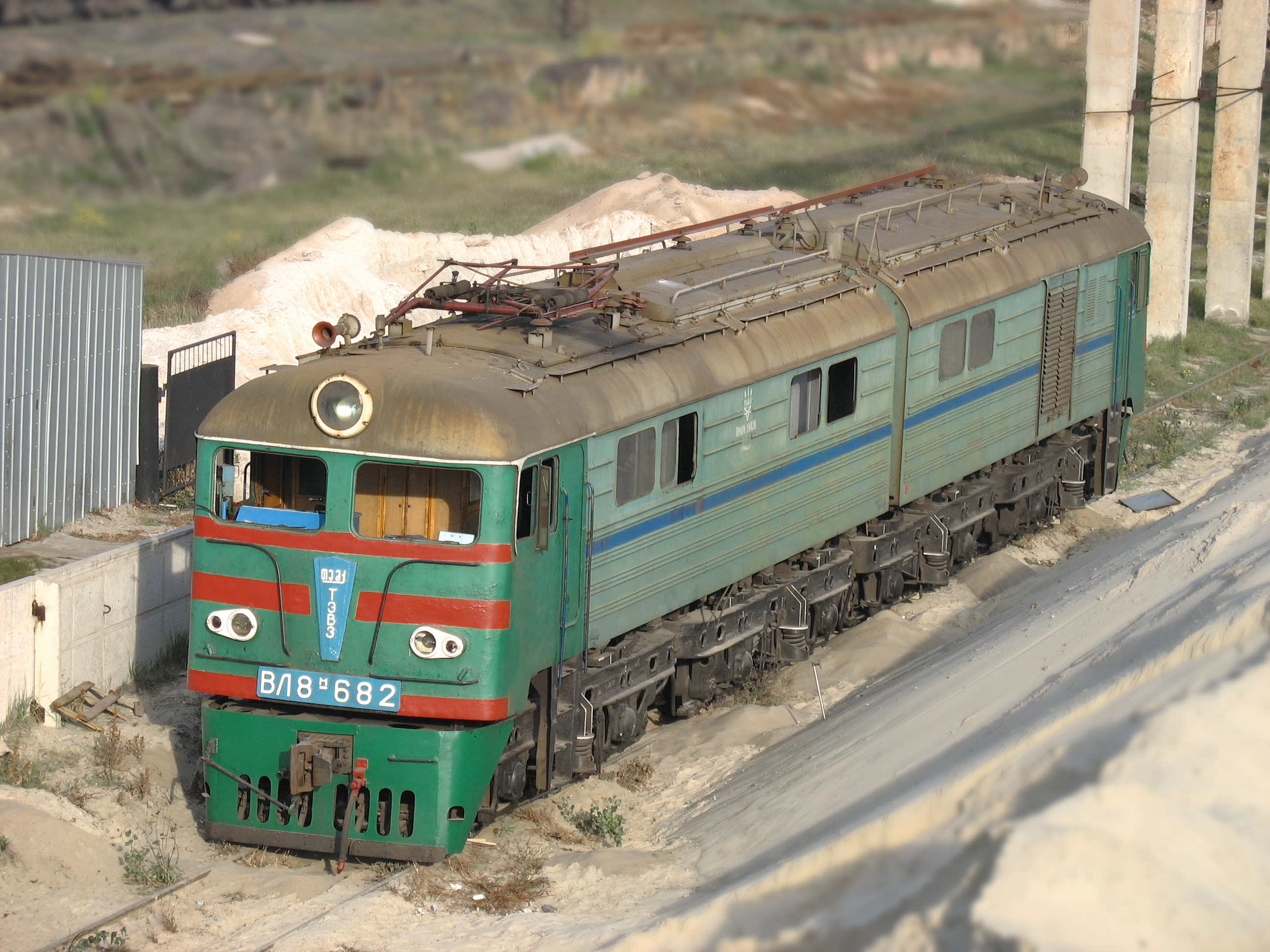
Электровоз ВЛ8м-682, Нижнеднепровск-Узла, рядом с ТЧ-1
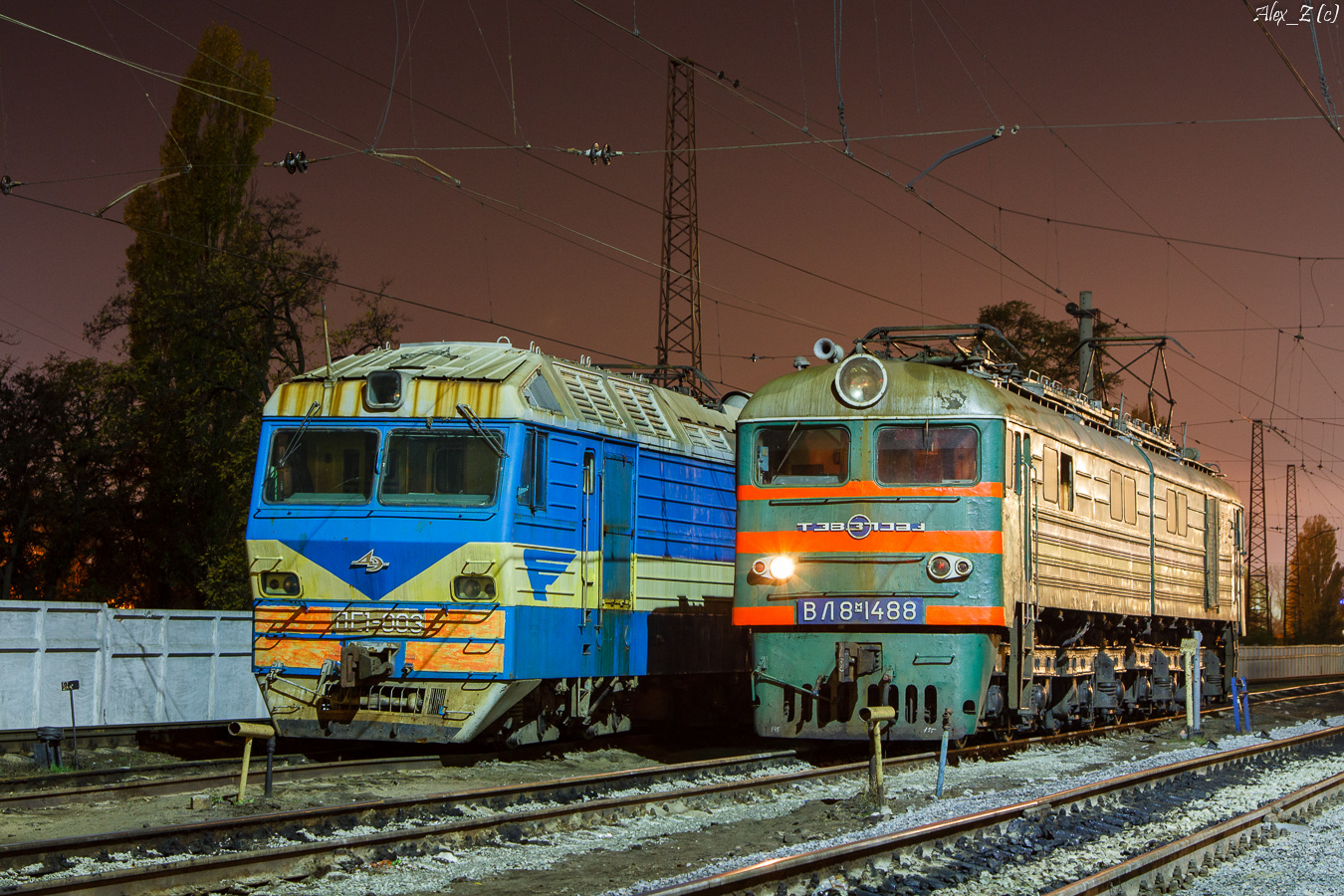
Электровозы ВЛ8м-1488 и ДЭ1-003, Нижнеднепровск-Узел
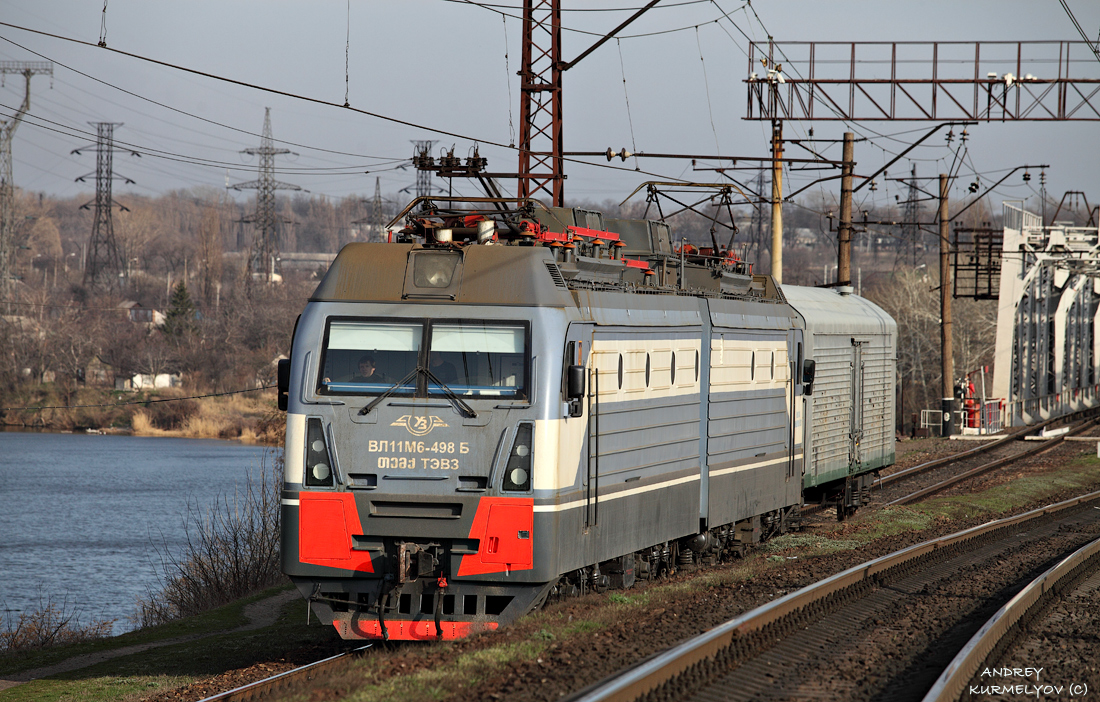
Электровоз ВЛ11М6-498 подъезжает к Нижнеднепровск-Узлу со стороны Самарского моста
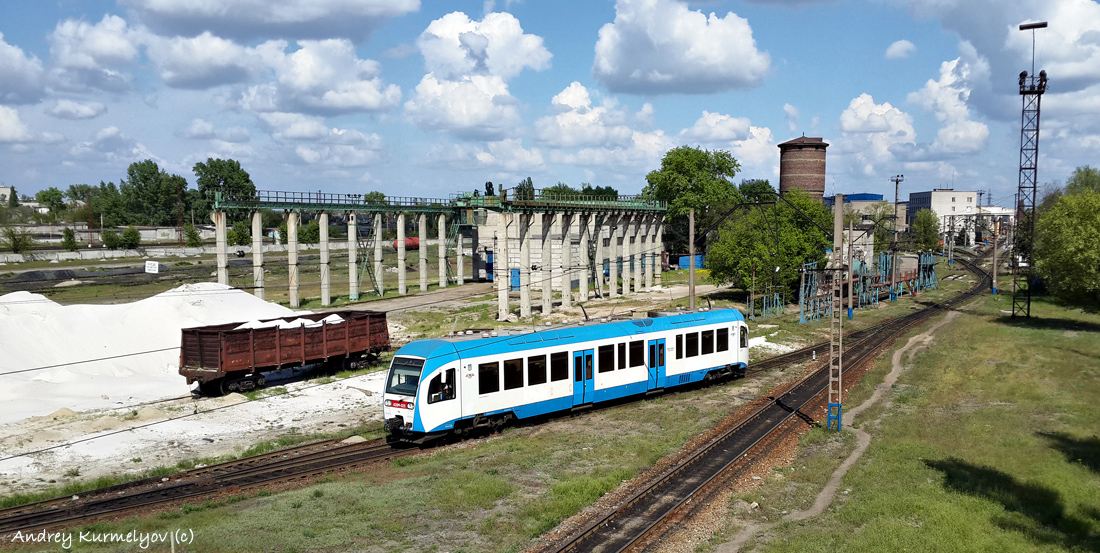
Автомотриса 620М-025, Нижнеднепровск-Узел
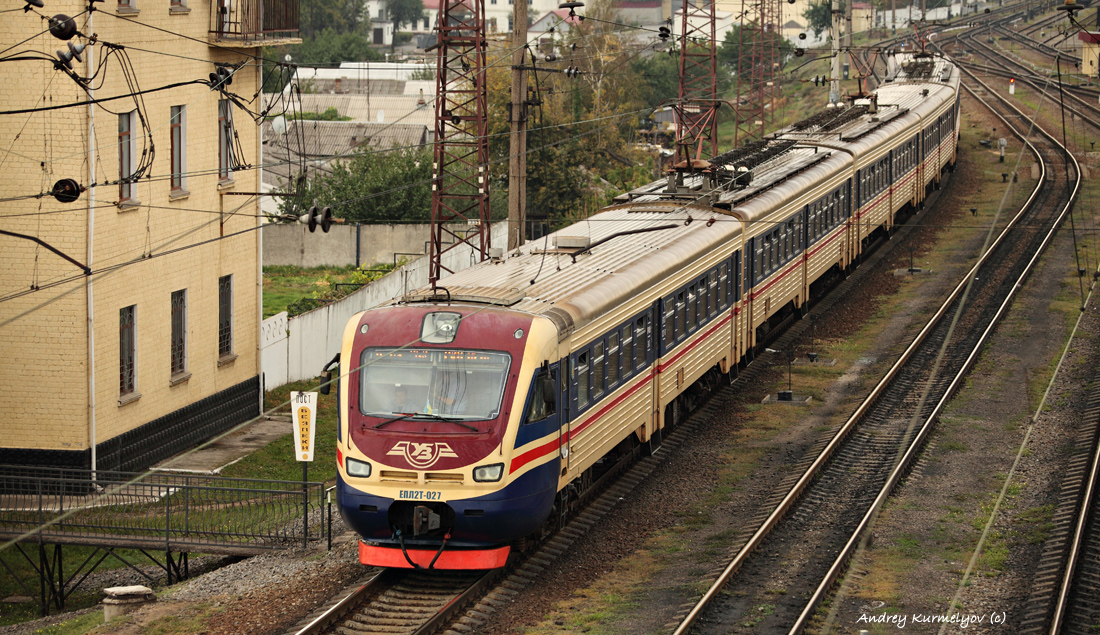
Электропоезд ЭПЛ2Т-027 подъезжает к ст. Нижнеднепровск-Узел
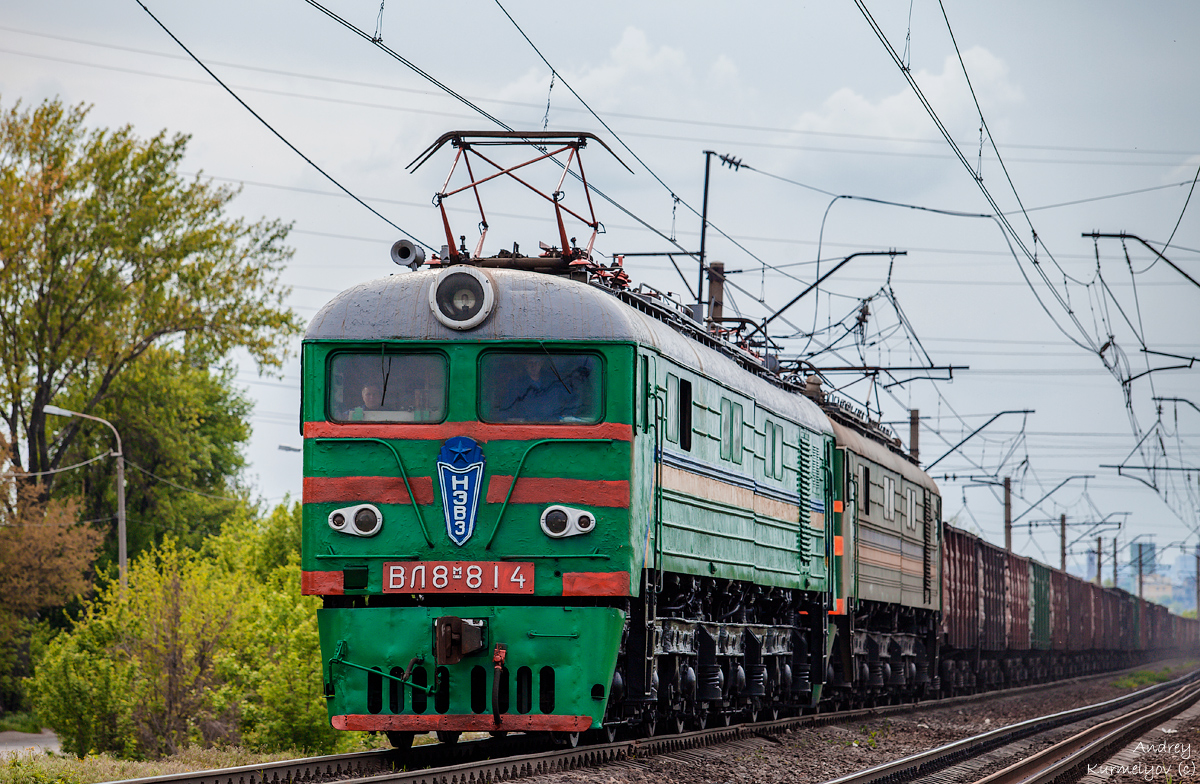
Электровоз ВЛ8-814, перегон Нижнеднепровск-Узел-Игрень
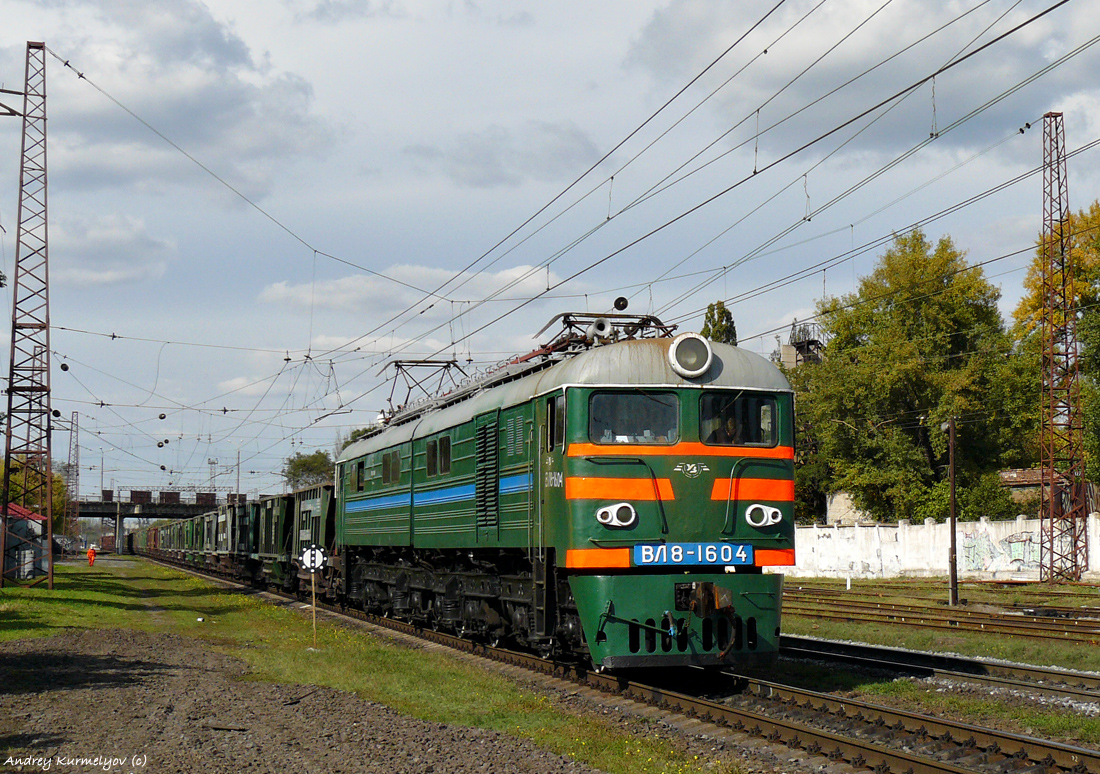
Электровоз ВЛ8-1604, ст. Нижнеднепровск-Узел

На востоке НДУ находится локомотивное депо (ТЧ1), а ещё восточнее начинается Самарский мост, по которому проходит перегон НДУ — Игрень (Синельниковское направление). Пути идут также на север, параллельно Самаре, в сторону Новомосковска (направление на Курск). 

С северной части узел упирается в обширную промзону, пронизанную многочисленными подъездными путями, отходящими от НДУ и ст. Дачная.

Тут разместился городской жилой массив — Северный. На его территории есть улицы с такими названиями, как Семафорная, Электровозная, Железнодорожная, Кондукторская — сказывается близость крупного узла. С юга НДУ ограничен мелкими предприятиями и набережной. С запада в узел вливается ветка идущая из Тоннельной Балки и путь идущий от Центрального вокзала (Днепр-Главный).

## Известные жители и уроженцы
- Ройтер, Владимир Андреевич (1903—1973) — учёный-химик, академик АН УССР.
- Судец, Владимир Александрович (1904—1981) — маршал, Герой Советского Союза.
- Юдин, Эрик Григорьевич (1930—1976) — философ и методолог науки.